# Veado-mão-curta
O veado-mão-curta (nome científico: Mazama nana), também conhecido por veado-anão, veado-poca, veado-cambuta, veado-bororó, veado-bororó-do-sul ou cambucica é uma espécie de cervídeo sul-americano de pequeno porte, do gênero Mazama. Já foi considerado subespécie de Mazama rufina, mas atualmente é uma espécie separada. É o cervídeo brasileiro menos conhecido pela ciência, e o que se sabe sobre esta espécie muitas vezes se resume a dados de distribuição geográfica, taxonomia e genética. Ocorre no sudeste do Brasil, nordeste da Argentina e leste do Paraguai, mas ainda há discussão quanto a isso. Esse cervídeo habita principalmente áreas com densa vegetação, e sua presença está fortemente associada à Mata de Araucárias, e formações adjacentes.
Dificilmente ultrapassa 15 kg e os 45 cm de altura. A coloração é muito semelhante a do veado-mateiro (Mazama americana), mas ela é mais homogênea, e quase não possui partes esbranquiçadas, sendo totalmente marrom-avermelhada. As pernas são proporcionalmente curtas, o que deu um dos nomes populares em português, veado-mão-curta. Não se tem informações a cerca da ecologia e comportamento do veado-mão-curta, mas presume-se que seja uma espécie de hábitos solitários e noturna, dado ser muito difícil de ser avistada e detectada.
Habita região com alto grau de alteração pelo homem, e embora não se tenha estudos aprofundados sobre sua distribuição geográfica atual, é provável que esteja extinto em grande parte de sua ocorrência original. Ocorre em algumas unidades de conservação do sul do Brasil, como o Parque Nacional do Iguaçu, o Parque Estadual das Lauráceas, na Área de Proteção Ambiental de Guaratuba, no Paraná; no Parque das Nascentes, próximo a Blumenau, em Santa Catarina; na Floresta Nacional de São Francisco de Paula, no Rio Grande do Sul. Provavelmente, está extinto no estado de São Paulo, mas a lista de espécies ameaçadas do estado o considera como "criticamente em perigo". Aparentemente, ainda ocorre nas florestas da província de Misiones, na Argentina, e as populações parecem estáveis. No Paraguai, ocorre no Parque Nacional San Rafael, mas é uma área  sujeita à exploração ilegal.  Além da perda do habitat, e da caça, uma das ameças ao veado-mão-curta é a predação por cães, como observado em Santa Catarina. Não existe dados populacionais da espécie na natureza, e em cativeiro, são contabilizados apenas 24 indivíduos, a maior parte em instituições dentro de sua área de ocorrência.
O IBAMA lista a espécie como "vulnerável", mas ela não consta na lista da CITES, e a IUCN. Depois de muito tempo considerando como de "baixo risco", passou a considerá-la como uma espécie com "dados insuficientes" na lista de 2008.